# Cangetta hartoghialis
Cangetta hartoghialis là một loài bướm đêm trong họ Crambidae.